# Starrcade (2019)
Starrcade (2019) là một sự kiện đấu vật chuyên nghiệp và sự kiện WWE Network được tổ chức bởi WWE dành cho hai thương hiệu Raw và SmackDown. Nó được tổ chức vào ngày 1 tháng 12 tại Infinite Energy Arena ở Duluth, Georgia.
Mười một trận đấu đã được thi trên thẻ, bốn trong số đó đã được hiển thị dành cho WWE Network đặc biệt. Trong sự kiện chính phần truyền hình của chương trình, Bobby Lashley đánh bại Kevin Owens bằng luật phạm quy.
Một phần thông qua việc phát sóng, WWE trở thành truyền thông phần còn lại đặc biệt của YouTube; nó đã được WWE Network báo cáo là đã từng trải qua một chuyên ngành phục vụ việc cúp điện chủ yếu ở phía đông nước Mỹ.

## Sản xuất

### Bối cảnh
Starrcade, một sự kiện camera quan sát trực tiếp, được nhận thức vào năm 1983 bởi Dusty Rhodes. Sự kiện ban đầu được tổ chức dưới chương trình National Wrestling Alliance (NWA) bởi một thành viên NWA Jim Crockett Promotions (JCP). NWA và JCP đánh giá Starrcade là sự kiện hàng đầu của họ trong năm, trong cùng một suy nghĩ rằng đó là đối thủ, World Wrestling Federation sẽ bắt đầu tổ chức WrestleMania hai năm sau đó. Vào năm 1988, JCP đã bán Turner Broadcasting và trở thành World Championship Wrestling (WCW), với Starrcade bắt đầu được tổ chức dưới WCW kể từ năm 2000.
Sau 17 năm gián đoạn, WWE giới thiệu Starrcade như là một phần sự kiện trực tiếp của thương hiệu SmackDown vào ngày 25 tháng 11, 2017. Vào ngày 24 tháng 11, 2018, WWE quay một giây, đồng thương hiệu trực tiếp Starrcade rằng được phát sóng trong vòng một giờ đồng hồ đặc biệt WWE Network vào ngày 25 tháng 11, 2018. Ngày 17 tháng 9, 2019, WWE công bố rằng sự kiện Starrcade thứ ba được phát sóng trực tiếp trên WWE Network vào ngày 1 tháng 12, 2019.

### Cốt truyện
| Tên                    | Chức vụ          |
| ---------------------- | ---------------- |
| Bình luận viên         | Tom Phillips     |
| Bình luận viên         | Byron Saxton     |
| Thông báo viên sàn đấu | Mike Rome        |
| Trọng tài              | Shawn Bannett    |
| Trọng tài              | Charles Robinson |
| Trọng tài              | Dan Engler       |

Starrcade bao gồm các trận đấu vật chuyên nghiệp rằng các đô vật tham gia khác nhau từ kịch bản và cốt truyện các mối thù tồn tại từ trước. Đô vật thể hiện nhân vật anh hùng, nhân vật phản diện hoặc nhân vật ít phân biệt hơn trong sự kiện ghi rằng căng thẳng xây dựng và lên đến đỉnh điểm trong một hoặc nhiều loạt trận đấu vật, với kết quả được tạo ra bởi các nhà viết kịch bản của WWE trong thương hiệu Raw và SmackDown. Cốt truyện được phát sóng trên các chương trình truyền hình hàng tuần, Monday Night Raw và Friday Night SmackDown.

## Kết quả
| #                                                                                | Kết quả | Thể loại                                                     | Thời gian |
| -------------------------------------------------------------------------------- | --- | ------------------------------------------------------------ | --------- |
| 1D                                                                               | Seth Rollins đánh bại Erick Rowan | Trận đấu đơn                                                 | –         |
| 2D                                                                               | Shinsuke Nakamura (c) (với Sami Zayn) đánh bại The Miz | Trận đấu đơn tranh đai WWE Intercontinental Championship     | –         |
| 3                                                                                | The Street Profits (Angelo Dawkins và Montez Ford) (với Ric Flair) đánh bại The O.C. (Luke Gallows và Karl Anderson)                                      | Trận đấu đơn                                                 | –         |
| 4                                                                                | The Kabuki Warriors (Asuka và Kairi Sane) (c) đánh bại Becky Lynch và Charlotte Flair, Bayley và Sasha Banks, và Alexa Bliss và Nikki Cross bằng đòn khóa | Trận đấu bốn bên tranh đai WWE Women's Tag Team Championship | –         |
| 5                                                                                | Bobby Lashley (với Lana) đánh bại Rusev bằng cách bị tịch thu                                                                                             | Trận đấu Người đàn ông trụ lại cuối cùng                     | -         |
| 6                                                                                | Bobby Lashley (với Lana) đánh bại Kevin Owens | Trận đấu đơn                                                 | -         |
| 7D                                                                               | Aleister Black đánh bại Andrade (với Zelina Vega) | Trận đấu đơn                                                 | -         |
| 8D                                                                               | Ricochet đánh bại Andrade (với Zelina Vega) | Trận đấu đơn                                                 | -         |
| 9D                                                                               | Randy Orton đánh bại AJ Styles | Trận đấu đơn                                                 | -         |
| 10D                                                                              | Roman Reigns đánh bại King Corbin | Trận đấu đơn                                                 | -         |
| 11D                                                                              | "The Fiend" Bray Wyatt (c) đánh bại Braun Strowman bằng cách thoát khỏi lồng                                                                              | Trận đấu lồng thép tranh đai WWE Universal Championship      | -         |
| - (c) – chỉ người vô địch bước vào trận đấu - D – chỉ trận đấu là một dark match | |                                                              |           |